# 伊達村敏
伊達 村敏（だて むらとし）は、江戸時代中期の陸奥国仙台藩一門第九席・川崎伊達家2代当主。

## 生涯
正徳3年（1713年）10月16日、岩出山伊達家当主・伊達村泰の二男として誕生。幼名は大次郎。
始め親倫（ちかのり）と名乗っていたが、のちに仙台藩主の伊達吉村より「中村」の姓と偏諱（「村」の字）を与えられ中村村高（なかむら むらたか）と名乗る。享保16年（1731年）、跡取りの居なかった義兄で川崎伊達家当主・村詮の隠居に伴い、養子に迎えられて家督を相続し、村敏（むらとし）と名乗る。
寛延4年（1751年）に、天文学者・佐竹義根の門弟として戸板保佑らと共に、暦にない日食の推算を行っている。
村敏は涌谷伊達家3代当主・宗元の孫にあたることから、男子がいなかった伊達村胤から、姪の順に準一家・高泉家から婿養子を迎えて家督を相続させる案について相談を受けたが、村敏は家格の釣り合いがとれないとしてこの案に強く反対し、伊達宗家から養子を迎えるべきと主張した。結局、高泉家からの入嗣案は沙汰止みとなり、藩主伊達宗村の四男の村倫が涌谷家に入った。
宝暦3年（1753年）12月14日死去。享年41。嫡男・村煕が家督を相続した。

## 系譜
- 父：伊達村泰（1682-1731）
- 母：伊与 - 冷泉為綱の娘
- 養父：伊達村詮（1697-1744）
- 正室：律道 - 伊達村詮の養女、伊達村和の娘
  - 男子：伊達村煕（1740-1799）
- 生母不明の子女
  - 女子：豊 - 後藤寿康室
  - 女子：清 - 三沢村保室
  - 女子：広 - 福原資生室
  - 女子：久米 - 大内義門室
  - 男子：伊達村烈（1748-1796） - 伊達村嘉の養子